# Keaton Grant
Keaton Leonard Grant (Kissimmee, Florida, 8 de diciembre de 1986) es un jugador de baloncesto estadounidense que juega en el Spirou Basket Club de la Scooore League belga. Mide 1,93 metros de altura y ocupa la posición de escolta.

## Traeyctoria

### Universidad
Tras dejar el instituto Gateway High School en Kissimmee, Florida, jugó con los Boilermakers, de la Universidad Purdue, de 2006 a 2010. Allí coincidió con Robbie Hummel,  E'Twaun Moore y JaJuan Johnson, que posteriormente jugaron en la NBA. En 2009 ganaron la Big Ten Conference, sin embargo en los cuatro años no pasaron de octavos de final del "Sweet Sixteen". En sus cuatro años con Purdue, promedió 7,5 puntos, 2,7 rebotes y 1,8 asistencias. En 2008 tuvo una mención honorable Big Ten Conference por los entrenadores y por los medios.

### Profesional
Tras no ser elegido en el Draft de la NBA de 2010, fichó por los Sioux Falls Skyforce de la D-League, donde jugó la temporada 2010-2011. Allí promedió 9,3 puntos, 4,9 rebotes, 1,6 asistencias y 1,1 robos de balón en 50 partidos jugados, pero su equipo tuvo el peor registro de la liga.
En 2011 se fue al campeón eslovaco, el Basketbal Levice. Solo pudieron quedar terceros en liga regular y fueron eliminados en primera ronda de play-offs por el BC Prievidza.
La temporada 2012-2013 la jugó en el AE Apollon Patras griego. Quedaron octavos de la liga regular con un récord de 11-15, pero fueron eliminados en primera ronda de play-offs por el todopoderoso Olympiakos B.C.. Tuvo una gran temporada, promediando 13 puntos, 3,9 rebotes, 2 asistencias y 2 robos en 28 partidos jugados.
Para la temporada 2013-2014 fichó por el MHP RIESEN Ludwigsburg alemán. En la temporada 2014-205 jugó en el equipo revelación italiano, el Aquila Basket Trento. Promedió 7 puntos, 2.3 rebotes y 1.3 asistencias en 33 partidos jugados.
Jugará la temporada 2015-2016 en el Basketball Löwen Braunschweig, regresando así a Alemania.
[actualizar]